# Dębienko
Dębienko – wieś w Polsce położona w województwie wielkopolskim, w powiecie poznańskim, w gminie Stęszew. W pobliżu miejscowości znajduje się Wielkopolski Park Narodowy.
W latach 1939–1940 w okolicznych lasach niemieckie gestapo i SS dokonało egzekucji masowych 1 700 Polaków przetransportowanych z Poznania. Prochy ofiar mordów umieszczono w 7 mogiłach zbiorowych.
W latach 1975–1998 miejscowość należała administracyjnie do województwa poznańskiego.